# Raphaël Jonckheere
Raphaël Jonckheere, né le 24 avril 1927 à Westrozebeke et mort le 11 juin 1999 à Thourout, est un coureur cycliste belge, en activité de 1950 à 1959.

## Biographie
Le Grand Prix Raf Jonckheere, connu comme course locale (kermesse) est disputé en son honneur depuis 1951 autour de sa ville natale, Westrozebeke, dans la commune de Staden en Flandre-Occidentale. Il lui rend désormais hommage depuis 1999, année de sa mort.

## Palmarès
- 1950
  - 3e du Tour de Flandre Occidentale
  - 3e du Grand Prix de la ville de Vilvorde
- 1951
  - 2e de Gand-Wevelgem
- 1952
  - Grand Prix Victor Standaert
  - 2e du Grand Prix Marcel Kint
  - 3e de la Nokere Koerse
- 1954
  - 2e de Paris-Tourcoing
  - 3e du Grand Prix Raf Jonckheere
- 1955
  - Grand Prix Raf Jonckheere
- 1956
  - 3e du Grand Prix Marcel Kint
- 1959
  - 3e du Trophée des trois pays